# Wassili Wiktorowitsch Biskupski

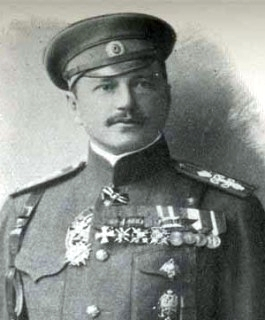
Wassili Wiktorowitsch Biskupski

Wassili Wiktorowitsch Biskupski (russisch Василий Викторович Бискупский; * 28. Julijul. / 9. August 1878greg. im Gouvernement Charkow, Russisches Kaiserreich; † 18. Juni 1945 in München) war ein Kavallerie-General der Kaiserlich Russischen Armee, der ab April 1918 nach dem Ausbruch des Russischen Bürgerkrieges kurzzeitig in der Armee des Ukrainischen Staates unter dem Kosaken-Hetman Pawlo Skoropadskyj diente. Ab 1919 war er als konterrevolutionärer Emigrant an der Finanzierung des Aufbaus der NSDAP in Deutschland mitbeteiligt.

## Leben

### Frühe Jahre
Biskupski wurde im Gouvernement Charkow in einer adligen Familie geboren, sein Vater war Vizegouverneur von Tomsk. 1897 absolvierte er die Nikolai-Kavallerieschule in St. Petersburg. Im Russisch-Japanischen Krieg wurde er verwundet. 1905 heiratete er die Sängerin Anastassija Wjalzewa (1871–1913). General Wrangel schildert in seinen Erinnerungen, dass Biskupskis Ehe mit einer populären Romanzensängerin vor der Öffentlichkeit verborgen bleiben musste, um seine militärische Position nicht zu gefährden. Indessen schied er 1912 aus der Armee aus, kaufte Land im Fernen Osten Russlands und auf Sachalin und begann dort nach Erdöl zu bohren. Im Ersten Weltkrieg kehrte er zur Armee zurück, wurde zum General befördert und kommandierte von Mai 1917 bis April 1918 die 3. Kavallerie-Division. Im darauffolgenden Bürgerkrieg kommandierte er eine Kavallerie-Division unter dem Oberbefehl von Pawlo Skoropadskyj, der mit Unterstützung des Deutschen Kaiserreiches das kurzlebige Hetmanat des Ukrainischen Staates anführte.

### Deutschland
Biskupski emigrierte 1919 nach Deutschland und agierte zunächst in Berlin als Vertreter der Westrussischen Befreiungsarmee. In Berlin machte er die Bekanntschaft von Sergei Taborizki und Pjotr Schabelski-Bork, gleichfalls russische Emigranten. Nachdem er von der japanischen Regierung eine große Geldsumme für den Verkauf seines Landbesitzes auf Sachalin erhalten hatte, lebte er in einer eigenen Wohnung in der Innenstadt Münchens. 1920 war er am Kapp-Putsch beteiligt und trat der rechtsextremen Aufbau-Vereinigung bei, in der er durch den Organisationsgründer Scheubner-Richter in die Kreise der neu gegründeten NSDAP eingeführt und auch General Ludendorff vorgestellt wurde. Biskupski vermittelte Scheubner-Richter und somit der NSDAP Kontakt zu dem in Paris ansässigen russischen Kommerz-, Industrie- und Handelsverband, dessen Mitglieder den Ausgang des Russischen Bürgerkrieges nicht akzeptierten und Sturz des Regimes der Bolschewiki in der Sowjetunion anstrebten. Biskupski leitete Spenden der russischen Emigranten direkt an die NSDAP weiter. Biskupski behauptete in einer schriftlichen Einschätzung aus dem Jahr 1939 rund eine halbe Million Goldmark überwiesen zu haben. Über die tatsächliche Bedeutung dieses Betrags für den Aufbau der NSDAP lassen sich nur Vermutungen anstellen.
Biskupski arbeitete für die Aufbau-Vereinigung bis zum 9. November 1923, dem Tag des Hitlerputsches, und behauptete später, Adolf Hitler nach dessen gescheitertem Putschversuch in seiner Wohnung versteckt zu haben. Nach dem Hitlerputsch wurde Biskupski von den bayerischen Behörden verfolgt und war nicht mehr im Zusammenhang der Aufbau-Vereinigung tätig.
Nach seiner Machtergreifung ernannte Hitler Biskupski zum Leiter des "Büros für russische Emigranten" in Charlottenburg, das der Gestapo unterstellt war, und im Mai 1936 zum Leiter der Vertrauensstelle für russische Flüchtlinge in Deutschland, wo ihm Taborizki als sein Stellvertreter und Schabelski-Bork als Sekretär unterstellt waren. Biskupski billigte zunächst den deutschen Angriff auf die Sowjetunion, wurde aber gegen Ende des Zweiten Weltkriegs von Hitler und seiner Einstellung gegenüber russischen Kriegsgefangenen enttäuscht und schließlich aus seinem Dienst entlassen. Er starb am 18. Juni 1945 im amerikanisch besetzten München. Von seiner Korrespondenz mit verschiedenen offiziellen Vertretern des Deutschen Reiches, insbesondere mit den Russlandexperten Georg Leibbrandt und Arno Schickedanz, sind Akten erhalten geblieben.